# Diglyphus albinervis
Diglyphus albinervis är en stekelart som beskrevs av Zhu, Lasalle och Huang 2000. Diglyphus albinervis ingår i släktet Diglyphus och familjen finglanssteklar. Inga underarter finns listade i Catalogue of Life.